# Jesús Acal Ilizaliturri
Jesús Acal Ilizaliturri a veces también escrito como Jesús Acal Ilisaliturri (Guadalajara, 1857-Ibídem, 25 de septiembre de 1902) fue un poeta, narrador, periodista y dramaturgo mexicano.

## Biografía
Nacido en Guadalajara, Jalisco en 1857, fue hijo de Ignacio Acal Ilizaliturri y Josefa Ilizaliturri. Dejó sus estudios al concluir su educación media, y fundó dos círculos literarios: "La Aurora Literaria" y "La Bohemia Jalisciense".
Una obra de teatro de su autoría, titulada "¿Qué quiere decir cristiano?" fue presentada en el Teatro Alarcón (hoy Teatro Degollado) en 1882. Publicó un poema titulado "El Chapala" (1889) en La República Literaria, una revista de letras y bellas artes de la época.
Sus obras incluyen: El ángel de la caridad (1892), El segundo Fray Antonio (1899), Romancero de Jalisco (1901), y Recitaciones escolares (1908).
Según Gabriel Agraz García de Alba, Ilizaliturri se convirtió en el "versificador cumbre de los bohemios de su época y era considerado el poeta más de su tiempo...".

## Publicaciones seleccionadas

### Libros
- Acal Ilizaliturri, Jesús (1892). El ángel de la caridad. Guadalajara, Jalisco: Tipografía de Juan A. Rodríguez.
- Acal Ilizaliturri, Jesús (1892). Corona de Guadalupe. Guadalajara, Jalisco: Imprenta de J. Rodríguez.
- Acal Ilizaliturri, Jesús (1899). El segundo Fray Antonio. Guadalajara, Jalisco: Imprenta de José Cabrera.
- Acal Ilizaliturri, Jesús (1901). Romancero de Jalisco. Guadalajara, Jalisco: Talleres de la Imprenta La República Literaria.
- Acal Ilizaliturri, Jesús (1908). Recitaciones escolares. Guadalajara, Jalisco: Imprenta de Jalisco Libre.